# آبشار بنهام
آبشار بنهام (به انگلیسی: Benham Falls) آبشاری است که در اورگن، ایالات متحده آمریکا واقع شده و ارتفاع کلی ریزشگاه آن ۲۵ پا است.